# 李虚己
李虚己（?—?），字公受，建安（今福建建瓯市）人。

## 生平
少年随父李寅在庐山读书，太平兴国八年进士，历官沈邱县尉，累迁殿中丞。有《雅正集》20卷。

## 家族
五世祖李盈自光州从王潮徙闽。

## 延伸阅读
[在维基数据编辑]
 《宋史·卷300》，出自脱脱《宋史》